# 朴祺培
朴 祺培（パク・キベ、朝鮮語: 박기배、1900年または1913年ごろ - 1977年1月5日）は、大韓民国の農家、政治家。第2代韓国国会議員。
妻は画家の裵貞礼。

## 経歴
全羅南道海南郡出身。明治大学法科卒。瑞山郡で農場を経営した後、無所属・自由党所属の国会議員を務めた。国会議員在任中も政治活動より農場の経営に熱心で、国会への欠席が多かった。
1977年1月5日、ソウル市冠岳区の自宅で持病のため死去。64歳没。